# Harpemastax spinifera
Harpemastax spinifera är en insektsart som beskrevs av Marius Descamps 1971. Harpemastax spinifera ingår i släktet Harpemastax och familjen Euschmidtiidae. Inga underarter finns listade i Catalogue of Life.